# إدريس السغروشني
إدريس السغروشني (توفي في 5 مارس 2018)، هو عالم لغة وباحث لساني مغربي، أشتغل أستاذا للغة العربية في تخصص النحو واللسانيات. يعتبر من رواد الدرس اللساني الحديث، واهتم بالجانب الصّواتي في اللغة العربية وسعى إلى تقعيده، حيث وضع نظاما صرفيا يحدد تنوع الصيغ الصرفية في اللغة العربية ويرصد أشكال الكلمة، وتجاوز بذلك العديد من المشاكل التي تعترض التصور القديم في هذا الباب، ويُعرَف هذا النسق عند المتخصصين بنظرية "انشطار الفتحة".

## مسيرته[2]
حصل على بكلوريا باللاتينية من بوردو سنة 1951، وبكلوريا في الفلسفة سنة 1952، وإجازة في الفلسفة سنة 1966، ودكتوراه في اللسانيات من السوربون سنة 1977، ودكتوراه دولة في اللسانيات بعنوان "الصيغ الصرفية في العربية" من جامعة بوردو سنة 1995.
- منذ كان طالبا ساهم بدينامية متميزة في هيكلة الحركة الطلابية في ظل منظمتها العتيدة الاتحاد الوطني لطلبة المغرب « أوطم»، وترأس المنظمة الطلابية لولايتين متعاقبتين سنتي 1958 و1959.

- عمل أستاذا للغة العربية بمراكش والرباط.

## من مؤلفاته
- كتاب: مدخل للصواتة التوليدية (نشر سنة 1987).

## وفاته
توفي يوم الاثنين 5 مارس 2018.